# Michael Benedikt (Philosoph)
Michael Benedikt (* 17. November 1928 in Wien; † 13. August 2012 in Lehsdorf in Niederösterreich) war ein österreichischer Universitätsprofessor für Philosophie der Universität Wien.

## Leben
Benedikt ist das zweite Kind der Sprachlehrerin Edith, geborener Gärtner, und des Salzburger Schriftstellers, Altphilologen und Mittelschullehrers Eugen Benedikt. Er besuchte ein Realgymnasium (Oberschule), verweigerte 1944/45 den befohlenen Offizierslehrgang und tauchte nach Erhalt der letzten Einberufung zur Wehrmacht unter. 1946 legte er in Wien-Döbling die Matura ab, studierte zuerst Bodenkultur; dann Anglistik, Romanistik, Philosophie (bei Alois Dempf, Friedrich Kainz, Victor Kraft, N. Bolterauer); dann Soziologie, Ethnologie und Psychologie in Wien, München, Freiburg und mit Fulbright-Stipendium in Minneapolis-St. Paul. Er promovierte 1952 an der Universität Wien, verließ den akademischen Boden und arbeitete nacheinander als Buchhändler, Gärtner, Koch und Bibliothekar. Nach einem Abiturientenlehrgang für das Lehramt an Volksschulen unterrichtete er als Volksschullehrer (auch an einer einklassigen Volksschule),  Hauptschullehrer und Probelehrer im Gymnasium Werkschulheim Felbertal. Er leitete das Internat der Oberstufe der Neulandschule in Wien-Favoriten, unterrichtete als Religions- und Lateinlehrer und war Postulant an einem Olivetaner-Kloster bei Siena. Als ihm eine Stelle als Landesschulinspektor für Sonderschulen im südlichen Niederösterreich angeboten war, lehnte ihn die Behörde wieder ab, weil er sich weigerte, der Österreichischen Volkspartei beizutreten. Er wurde mit der Leitung des Internationalen Studentenhauses der Wiener Caritas Ecke Seilerstätte/Annagasse betraut, leitete später das Institute of European Studies in Freiburg i. Br., wo er 1962/63 auch als Humboldt-Stipendiat studierte.
Ende der siebziger Jahre wurde er zunächst Lecturer, später Professor am Institute of European Studies in Wien, wo er durch mehr als zwei Jahrzehnte bis 1991 Philosophie lehrte.
1969 und 1971 war Benedikt Lehrer an einer Pädagogischen Akademie, zweimal Full Professor in Pennsylvania, USA; 1972 habilitierte er sich für Philosophie an der Universität Wien und wurde 1976 ordentlicher Universitätsprofessor für Philosophie am Institut für Philosophie der Universität Wien. Mit 1. Oktober 1997 wurde er emeritiert. Benedikt organisierte zahlreiche interdisziplinäre Veranstaltungen, Symposien und Kongresse, eine Ringvorlesung zur Anthropologie des werdenden Lebens, hielt Vorträge an der Urania (Wien) und in 18 Ländern in Europa und Übersee. Benedikt war 1986–2003 Präsident der Gesellschaft für Phänomenologie und kritische Anthropologie und seit 2007 deren Ehrenvorsitzender. Er war Mitglied von 15 Gesellschaften, darunter Collège International de Philosophie und Institute for History of European Ideas, Fulbright- und Humboldt-Alumne und Träger des goldenen Ehrenzeichens der Bundeshauptstadt Wien.
Mit Wanda, geborener Seilern und Aspang hat Benedikt sechs gemeinsame Kinder und gründete 1985 einen Verein Nachbarschaft für werdende Mütter, deren Vorstandsmitglied Michael Benedikt war; Wanda Benedikt leitet den Verein und war von 1986 bis 2002 auch Leiterin eines durch den damaligen Präsidenten der Österreichischen Caritas Leopold Ungar ermöglichten Mutter-Kind-Heimes in Wien-Brigittenau.

## Hauptarbeitsgebiet
„Transformation der herkömmlichen ontologia generalis und ihrer Spezifizierungen in eine anthropologia transcendentalis als Instanz der Grundlegung von Natur-, Gesellschafts- und Geisteswissenschaften.“

## Übersetzung
- Mircea Eliade: Mythen, Träume und Mysterien. Gemeinsam mit Matthias Vereno. Otto Müller, Salzburg 1955.

## Werke
- Wissen und Glauben. Herder, Wien 1975, ISBN 3-210-24473-1.
- Der philosophische Empirismus. Herder, Wien-Freiburg-Basel 1977, ISBN 3-210-24533-9.
- Bestimmende und reflektierende Urteilskraft. Verlag des Verbandes der wissenschaftlichen Gesellschaften Österreichs, Wien 1981, ISBN 3-85369-472-1.
- Heideggers Halbwelt. Turia und Kant, Wien-Berlin 1991, ISBN 3-85132-017-4.
- Philosophische Politik? Turia und Kant, Wien-Berlin 1992, ISBN 3-85132-035-2.
- Kunst und Würde. Turia und Kant, Wien-Berlin 1994, ISBN 3-85132-074-3.
- Anthropodizee. Turia und Kant, Wien-Berlin 1995, ISBN 3-85132-098-0.
- Kein Ende der Zukunft. Turia und Kant, Wien-Berlin 1997, ISBN 3-85132-137-5.
- Freie Erkenntnis und Philosophie der Freiheit. Turia und Kant, Wien-Berlin 1997, ISBN 3-85132-137-5.
- Brennpunkte – Splitter und Balken I: Die Metaphysik der anderen. Turia und Kant, Wien 1998,
- Brennpunkte – Splitter und Balken II: Zur eigenen Metaphysik. Turia und Kant, Wien 1999, ISBN 3-85132-248-7.
- Der Philosophische Empirismus I. Theorie. Turia und Kant, Wien 1998, ISBN 3-85132-181-2.
- Der Philosophische Empirismus II. Praxis. Turia und Kant, Wien 1998, ISBN 3-85132-182-0.
- Der Philosophische Empirismus III. Spekulation, Teil 1. Eine Passage zwischen Cyberspace und Anthropo-Narzißmus. Turia und Kant, Wien 2001, ISBN 3-85132-292-4.
- Der Philosophische Empirismus III. Spekulation, Teil 2: Die uns zumutbare Wahrheit: Rück- und Hergang im Unvordenklichen. Turia und Kant, 2001, ISBN 3-85132-309-2.
- Der Philosophische Empirismus IV. Sprache und Gesellschaft, Teil 1. Anthropologische Grundlegung von Ausdruck und Darstellung. Turia und Kant, Wien 2003, ISBN 3-85132-374-2.

- Zahlreiche Aufsätze (auch in Englisch, Französisch, Italienisch), Rezensionen, Studienskripten.

## Herausgeberschaft
- Adalbert Stifter, Gesammelte Werke, 6 Bände. Gemeinsam mit H. Hornstein. Bertelsmann, Gütersloh 1956.
- Mircea Eliade, Mythen, Träume und Mysterien. Aus dem Französischen übertragen ins Deutsche von Michael Benedikt und Matthias Vereno. - Otto Müller, Salzburg 1961.
- Franz Fischer: Proflexion – Logik der Menschlichkeit. Gemeinsam mit W. Priglinger. Löcker, Wien 1985.
- Kritische Methode und Zukunft der Anthropologie. Gemeinsam mit Rudolf Burger. Braumüller, Wien 1985. ISBN 3-7003-0-632-6.
- Die Krise der Phänomenologie und die Pragmatik des Wissenschaftsfortschritts. Gemeinsam mit Rudolf Burger. Edition S, Wien 1986. ISBN 3-7046-0043-1.
- Zygote, Fötus, Mensch. Zur Anthropologie des werdenden Lebens. Geisteswissenschaftliche Studien 15. Gemeinsam mit R. Potz. Jugend & Volk, Wien 1986. ISBN 3-224-17715-2.
- Bewußtsein, Sprache und die Kunst. Metamorphosen der Wahrheit. Gemeinsam mit Rudolf Burger. Edition S, Wien 1988. ISBN 3-7046-0102-6.
- Alois Dempf: Der Wertgedanke in der Aristotelischen Ethik und Politik. Gemeinsam mit W. Priglinger. Verlag des Verbandes der wissenschaftlichen Gesellschaften Österreichs, Wien 1989.
- Dialogdenken – Gesellschaftsethik: Wider die allgegenwärtige Gewalt gesellschaftlicher Vereinnahmung. Gemeinsam mit Angelica Bäumer. Passagen Verlag, Wien 1991, ISBN 978-3-90076-776-1
- Gelehrtenrepublik - Lebenswelt. Edmund Husserl und Alfred Schütz in der Krisis der phänomenologischen Bewegung. Gemeinsam mit Angelica Bäumer. Passagen Verlag, Wien 1992, ISBN 978-3-90076-777-8
- Ambivalenz des Fin de Siècle: Wien – Zagreb. Gemeinsam mit D. Barbaric. Böhlau, Wien 1998.
- Franz-Fischer-Jahrbücher für Philosophie und Pädagogik / Vom Bildungssinn der Wissenschaften und von der Ethik des Anderen. Anne Fischer Leipziger Uni-Verlag, Leipzig 2000. ISBN 978-3-926049-27-8.
- Verdrängter Humanismus – verzögerte Aufklärung. Österreichische Philosophie von 1400 bis zur Gegenwart. Ludwigsburg, Klausen-Klausenburg, Wien.

- Band 1, Teilband 1: Philosophie in Österreich (1400–1650): vom Konstanzer Konzil zum Auftreten Luthers, vom Beginn der Reformation bis zum westfälischen Frieden. WUV, Wien 1996. ISBN 3-9500439-2-6.
- Band 1, Teilband 2: Die Philosophie in Österreich zwischen Reformation und Aufklärung (1650–1750): die Stärke des Barock. WUV, Wien 1997. ISBN 3-9500439-3-4.
- Band 2: Österreichische Philosophie zur Zeit der Revolution und Restauration. (1750–1820) Turia und Kant, Wien 1992. ISBN 3-85132-020-4.
- Band 3: Bildung und Einbildung, vom verfehlten Bürgerlichen zum Liberalismus: Philosophie in Österreich (1820–1880). WUV, Wien 1995. ISBN 3-9500439-1-8.
- Band 4: Anspruch und Echo, Sezession und Aufbrüche in den Kronländern zum Fin de siècle: Philosophie in Österreich (1880–1920). WUV, Wien 1998. ISBN 3-9500439-5-0.
- Band 5: Im Schatten der Totalitarismen: vom philosophischen Empirismus zur kritischen Anthropologie; Philosophie in Österreich 1920–1951. WUV, Wien 2005. ISBN 3-85114-916-5.
- Band 6: Auf der Suche nach authentischem Philosophieren. Philosophie in Österreich 1951–2000. Facultas, Wien 2010. ISBN 978-3-7089-0446-7.